# Операция «Опера»
Операция «Опера» (ивр.  מבצע אוֹפֵּרָה‎, Операция «Вавилон») — военная операция, проведённая ВВС Израиля для уничтожения ядерного реактора «Осирак» французского производства на территории Ирака в июне 1981 года.
В конце 1970-х Ирак закупил у Франции ядерный реактор класса «Осирис». Согласно данным израильской разведки, реактор предназначался для производства плутония и провести операцию нужно было, пока реактор не будет заполнен ядерным топливом, лето 1981 года было последним сроком.
Поскольку дипломатические усилия Израиля, ставившие целью убедить Францию прекратить помощь Ираку в ядерной модернизации, не принесли результатов, правительство Менахема Бегина приняло решение о военной операции.
7 июня 1981 группа израильских истребителей F-16A с эскортом из F-15A нанесла удар по иракскому реактору «Осирак», серьёзно его повредив.

## Ядерная программа Ирака
Возведение 40-мегаваттного реактора на лёгкой воде началось в 1979 году в ядерном центре Аль-Тувайта возле Багдада.
В Ираке реактор получил название «Таммуз», которое ему присвоили в честь месяца в арабском календаре, в котором произошла июльская революция 1968 г.
После того, как два первых ядерных реактора (основной и запасной), «Таммуз-1» и «Таммуз-2», были уничтожены Израилем в апреле 1978 года, во Франции к сентябрю 1980 года был построен и доставлен в Ирак новый реактор. Он был установлен рядом с уже действовавшим советским реактором в заново отстроенном (фактически подземном) ядерном центре имени Июльской революции («Сабааташр таммуз»).
В это же время Ирак начал вести интенсивные переговоры с рядом фирм Италии и ФРГ о закупке обогащённого урана. Согласно оценкам советских экспертов, если бы этот реактор был запущен, то, при наличии специалистов, в 1983 году Ирак мог бы произвести 3 атомные бомбы, а в 1985 году — уже 5.
Согласно другим оценкам, реактор был непригоден для производства оружейного плутония. Ричард Вилсон, профессор физики из Гарвардского университета, пишет, что

… реактор, разбомбленный Израилем в июне 1981 года, был специально сконструирован французским инженером Ивом Жераром таким образом, чтобы быть непригодным для производства бомб. Это было очевидно для меня во время моего визита в 1982 году [в Ирак]. Многие физики и ядерные инженеры согласились с этим.
Оригинальный текст (англ.)....the Osirak reactor that was bombed by Israel in June of 1981 was explicitly designed by the French engineer Yves Girard to be unsuitable for making bombs. That was obvious to me on my 1982 visit. Many physicists and nuclear engineers have agreed.

Вилсон пишет, что разработка ядерной бомбы была поручена Саддамом Хуссейном иракскому физику Джавар Зия Джафару в июле 1981 года, то есть уже после уничтожения реактора.

## Реакция Израиля
Ирак заверял, что он намеревается использовать ядерную энергию только в мирных целях.
Израиль узнал о существовании плана строительства реактора во время нахождения Ицхака Рабина в должности премьер-министра и наблюдал за развитием иракского ядерного реактора, не исключая возможности, что он будет использован для производства ядерного оружия, что являлось непосредственной угрозой безопасности Израиля. Когда Бегин вступил в должность премьер-министра, подготовка к возможной операции против реактора была усилена. Однако решение атаковать было обжаловано в правительстве Бегина.
В октябре 1980 года Моссад сообщил Бегину, что реактор будет заправлен топливом и заработает до июня 1981 года. Этой оценке помогли разведывательные фотографии, предоставленные Соединёнными Штатами, и израильский кабинет проголосовал за одобрение атаки. В июне 1981 года Бегин приказал уничтожить реактор.

### Загадочные смерти
Согласно сведениям американской частной разведывательно-аналитической службы «Stratfor», за месяцы до атаки реактора по крайней мере три иракских ядерщика умерли при загадочных обстоятельствах. Так, в ночь с 13 на 14 июля 1980 года в номере парижской гостиницы Le Meridien был найден мёртвым ядерщик Яхья эль-Мешад, в смерти которого обвинили Моссад.

### Планирование операции
Авиационные базы Израиля и иракский реактор были разделены существенным расстоянием, более 1000 км.
Операция была тщательно подготовлена, Бегин разрешил строительство полномасштабной модели иракского реактора, на которой израильские пилоты могли практиковать бомбардировки.
Операция была запланирована на вторую половину воскресного дня, чтобы уменьшить возможные потери среди иностранных рабочих и предоставить всю ночь поисковой команде «Подразделение 669» для поиска сбитых пилотов.
Для участия в операции было выбрано 8 самолётов Lockheed F-16A в качестве ударных бомбардировщиков и 6 самолётов McDonnell Douglas F-15A в качестве перехватчиков сопровождения.
Согласно плану операции, участвующие самолёты должны были взлететь с ВПП авиабазы «Эцион». Затем самолёты пересекали Красное море и входили в воздушное пространство Саудовской Аравии, с которой у Израиля нет общей сухопутной границы, а значит, можно было надеяться, что её ПВО не будет ожидать атаки и не сумеет засечь израильские самолёты. Согласно плану, самолёты входили в воздушное пространство Ирака с территории Саудовской Аравии, опять же, в надежде на то, что Ирак не будет ожидать атаки со стороны, не лежащей напрямую в направлении Израиля. После атаки группа должна была вернуться на базу «Эцион» по прямому маршруту через территорию Иордании, иначе самолётам не хватило бы топлива на обратный путь.

### Израильско-иранское сотрудничество
30 сентября 1980 года Иран провел операцию «Опаленный меч» по уничтожения иракского ядерного реактора «Осирак», реактор получил повреждения. По некоторым данным фотоотчет по данной операции был переда Ираном Израилю, что облегчело проведение операции «Опера».
Несмотря на конфликт между Израилем и Ираном после исламской революции 1979 года, по некоторым источникам, Израиль использовал противостояние между Ираком и Ираном для получения помощи в планировании и осуществлении операции «Опера». В частности, сообщается[кем?], что Израиль пользовался подготовленными Ираном картами местности. Кроме того, по сообщению писателя Ари Бен-Менаше, за месяц до осуществления операции израильские чины тайно встретились с представителем аятоллы Хомейни в Париже и получили согласие на использование авиабазы в Тебризе в качестве запасного аэродрома для израильских самолётов, участвующих в атаке на иракский реактор.

### Атака
Операция была назначена на 7 июня 1981 года, однако бойцы «Подразделения 669» были заранее тайно заброшены вертолётами за границу вдоль предполагаемого маршрута полёта ударной группы, чтобы иметь возможность спасти пилотов, если они будут вынуждены катапультироваться. После успешного окончания операции эти бойцы были также тайно эвакуированы.
В операции участвовали следующие самолёты F-16A: от эскадрильи 117 — борта 107, 113, 118, 129; от эскадрильи 110 — борта 239, 240, 243 (пилот Илан Рамон) и 249. Каждый самолёт из ударной группы (8 F-16A) был оснащён двумя неуправляемыми бомбами Mark 84 и тремя дополнительными баками: два бака ёмкостью 1400 литров крепились под крыльями, и один ёмкостью 1100 литров — под фюзеляжем.
Самолёты вырулили на ВПП авиабазы «Эцион» и, в ожидании сигнала премьер-министра о начале атаки, продолжали дозаправляться с работающими двигателями, чтобы взлететь с максимальным количеством топлива. Сигнал о начале атаки был получен в 15:55 по местному времени. Самолёты незамеченными вошли в воздушное пространство Саудовской Аравии, сохраняя высоту около 50 метров. Из-за значительного превышения взлётного веса и малой высоты полёта топливо расходовалось быстрее запланированного, поэтому дополнительные топливные баки были опустошены ещё на пути к цели; они были сброшены над пустыней Большой Нефуд.
При входе в воздушное пространство Ирака группа сопровождения разделилась: два самолёта F-15A продолжили следовать к реактору, а остальные рассредоточились с целью отвлечения внимания иракских ПВО, готовые прийти на помощь атакующей группе в любой момент. Атакующая группа (8 самолётов F-16A и 2 помехопостановщика F-15A) спустилась до высоты 30 метров, пытаясь лететь ниже минимальной высоты обнаружения иракских радаров.
В 18:35 по местному времени самолёты F-15A осуществили постановку активных помех, а F-16A поднялись на высоту 2100 метров и вошли в 35-градусное пике на комплекс реактора на скорости 1100 км/ч. По достижении высоты 1100 метров самолёты, выстроившиеся в цепочку, с пятисекундным интервалом сбрасывали бомбы Mark 84. Согласно израильским источникам, из 16-ти сброшенных бомб 14 поразили реакторный комплекс, взорвались 12. Иракские войска ПВО были застигнуты врасплох и не успели среагировать, огонь был открыт только из малокалиберной зенитной артиллерии, комплексы ЗРК задействованы не были.
Ни один самолёт не получил повреждений, самолёты вернулись на базу «Эцион» кратчайшим маршрутом через воздушное пространство Иордании, ВВС и ПВО которой не препятствовали пролёту израильских самолётов.

### Результаты
Комплекс реактора был сильно повреждён и признан непригодным к восстановлению, в полном соответствии с израильским планом.
Одиннадцать человек — десять иракских солдат и один французский технический сотрудник — были убиты.

## Международная политическая реакция
Мировое сообщество резко осудило Израиль за военное вторжение. Совет Безопасности ООН осудил действия Израиля в резолюции 487. Действия Израиля были квалифицированы как нарушение устава ООН и норм международного права. Совет Безопасности потребовал от Израиля выплатить Ираку компенсацию и воздержаться от подобных акций в будущем. В самом Израиле многие из членов оппозиции, и во главе их Шимон Перес, критиковали решение правительства. В ответ на бомбардировку Ирака США временно приостановили поставку вооружений в Израиль.
Накануне операции министр иностранных дел СССР Громыко говорил:

…создание им (Саддамом) ядерного оружия привнесёт много неизвестного в ближневосточный пасьянс. Но так ли уж это для нас опасно? Можно ли представить такую ситуацию, чтобы иракская атомная бомба была обращена против нас? Я таких ситуаций не вижу. А вот американцам и их союзнику Израилю это должно причинить немалую головную боль. Ближневосточный конфликт разгорится с новой силой. И тогда нас будут на коленях умолять помочь его урегулировать.— А. А. Громыко
Согласно С. Белоус, «несмотря на официальные осуждения, в регионе с трудом скрывали чувство облегчения». Американская газета Time писала: «…разбомбив иракский реактор, Израиль оказал услугу мировому сообществу».
М. Райдер: «В 1991 году израильтяне, американский генерал Норман Шварцкопф и король Саудовской Аравии Фейсал были уверены: падающие на них „Скады“ могут нести что угодно, кроме ядерных боеголовок…».
В 1991 году, во время операции «Буря в пустыне», авиация многонациональных сил совершила в общей сложности несколько десятков налётов на ядерный центр в Ираке, чтобы добиться его полного уничтожения.